# Oxyethira lumosa
Oxyethira lumosa is een schietmot uit de familie Hydroptilidae. De soort komt voor in het Nearctisch gebied.